# Sávos bödöncsiga
A sávos bödöncsiga (Theodoxus transversalis) a Duna-völgy endemikus édesvízi folyami vízicsigafaja. Bár a kilencvenes években jelen volt a magyarországi Duna-szakaszon, mára feltehetően kipusztult.

## Elterjedése
Eredetileg a Duna és mellékfolyói egész hosszában előfordult. 1981-ben még gyakori fajnak számított a Duna, Tisza, Dráva és a Mura folyókban, a kilencvenes években is előfordult a Csepel-szigettől északra, mára azonban feltehetően kipusztult a magyarországi Duna-szakaszról és korábbi létszáma felére csökkent. Elszigetelt populációi megmaradtak a Felső-Tiszán, a Rába, Hernád, Bódva folyókban, de ezek genetikai változatossága is jelentősen lecsökkent. Összesen mintegy 20 helyről ismeretes, Magyarországon kívül Németországból, Szerbiából, Bulgáriából és Horvátországból. Ausztriából és Szlovákiából feltehetően kipusztult, a román Duna-szakaszon is kihaltnak gondolták, de 2013-ban észlelték a Duna-delta szigeteinél. Visszaszorulását feltehetően a vízszennyezés és az invazív folyami bödöncsiga terjedése okozza.

## Megjelenése
A sávos bödöncsiga háza 4–6 mm magas, 9–11 mm széles, három kanyarulatból áll. Az erősen kiszélesedő utolsó kanyarulat alkotja a ház legnagyobb részét. Színe sárgástól halvány ólomszürkéig terjed, 3 hosszanti fekete-sötétlila csík díszíti. Szájfedője (operculuma) vöröses színű vörös kerettel.

## Életmódja
Folyami faj, a lassan áramló, oxigénben dús vizet preferálja. Szilárd aljzatra van szüksége, többnyire kövek felszínén találjuk.
Magyarországon védett, természetvédelmi értéke 50 000 Ft.